# Марцинкевич, Галина Иосифовна
Гали́на Ио́сифовна Марцинке́вич (бел. Галіна Іосіфаўна Марцінкевіч; род. 9 октября 1935, Червень, БССР) — советский и белорусский учёный-географ, доктор географических наук, профессор кафедры геоэкологии географического факультета БГУ.

## Биография и научная деятельность
Родилась 9 октября 1935 года в городе Червень Минской области БССР. В 1945 году вместе с семьёй переехала в Брест, где спустя восемь лет с золотой медалью окончила среднюю школу. С 1953 по 1958 годы — студентка географического факультета БГУ им. В. И. Ленина; при выпуске получила диплом с отличием. С 1958 по 1960 работала техником-почвоведом и инженером-почвоведом Института почвоведения Академии сельскохозяйственных наук БССР; с 1960 по 1963 — аспирантка кафедры физгеографии БГУ (научный руководитель — профессор Василий Дементьев).
С 1963 года работает на геофаке БГУ в научной и педагогической сферах. В 1966 получила степень кандидата географических наук; в 1970 — звание доцента. В 1992 стала доктором географических наук, а в 1994 получила звание профессора. С 1995 года является членом совета по защите диссертаций при БГУ; с 2001 по 2011 годы — также при БНТУ. С 2001 являлась руководительницей ряда научных проектов (главным образом в сфере фундаментального и прикладного ландшафтоведения). Кроме того, принимает участие в выполнении образовательных проектов по международной программе «Tempus», ознакомившись с опытом подготовки бакалавров и магистров в высших учебных заведениях стран ЕС и посетив ряд известных тамошних университетов.
За время педагогической деятельности в БГУ преподавала около 10 общих и спецкурсов для студентов геофака, в том числе «Ландшафтоведение», «Ландшафты Беларуси», «Использование природных ресурсов и охрана природы», «Учение об окружающей среде», магистерский курс «Ландшафтно-экологический анализ». В настоящее время преподаёт ландшафтоведение (для студентов 2 курса) и современные проблемы ландшафтной экологии (для студентов магистратуры).
Сестра Галины Марцинкевич — Ирина Счастная (к.г.н., доцент) — также работает на геофаке БГУ, преподавая ряд смежных дисциплин.

## Публикации
Всего под авторством и/или соавторством Галины Марцинкевич издано 320 публикаций, из которых насчитывается 10 монографий, 8 учебников и учебных пособий, около 130 ландшафтных карт разного масштаба (включая ландшафтные карты Беларуси для средней школы), около 160 научных статей и ряд тезисов докладов на различных конференциях республиканского и международного уровня.
- Марцинкевич Г. И. и др. Ландшафты Белоруссии / Г. И. Марцинкевич, Н. К. Клицунова, Г. Т. Хараничева и др.; Под ред. Г. И. Марцинкевич. — Минск, 1989. — 234 с.
- Марцинкевич Г. И. Ландшафтоведение. — Минск: БГУ, 2007. — 208 с.

## Награды
- Почётная грамота Верховного Совета Беларуси (1996)
- Нагрудный знак «Отличник образования Беларуси» (2000)
- Лауреат премии им. А. Н. Севченко БГУ (2003)[3]
- Заслуженный работник БГУ (2010)